# Russell Downing
Russell Downing (Rotherham, Inglaterra, 23 de agosto de 1978) é um ciclista britânico. É irmão do também ciclista Dean Downing.

## Palmarés
- 1999
  - 3.º no Campeonato do Reino Unido em Estrada

- 2002
  - 1 etapa do Tour de Brandenbourg

2003 (como amador)
- - Campeonato do Reino Unido Madison (fazendo casal com Dean Downing)  
  - Campeonato do Reino Unido Pontuação

- 2005
  - 1 etapa do Giro del Capo
  - 3 etapas do Ruban Granitier Breton
  - Lincoln International GP
  - Campeonato do Reino Unido em Estrada  
  - Havant International GP

- 2006
  - Tríptico das Ardenas
  - 1 etapa do Tour de Beauce
  - Druivenkoers Overijse

- 2008
  - 3 etapas do Cinturón a Mallorca
  - Grande Prêmio de Gales
  - 1 etapa da Volta à Irlanda

- 2009
  - 1 etapa do Cinturón a Mallorca
  - Volta à Irlanda, mais 1 etapa

- 2010
  - 1 etapa do Critérium Internacional
  - Tour de Valônia, mais 1 etapa

- 2012
  - G. P. Villa de Lillers
  - 1 etapa do Circuito das Ardenas
  - 1 etapa da Volta à Noruega

- 2016
  - 1 etapa do Tour de Loir-et-Cher[1]

## Resultados em Grandes Voltas e Campeonatos do Mundo
| Corrida            | Corrida            | 2005 | 2006 | 2007 | 2008 | 2009 | 2010 | 2011  | 2012 | 2013 | 2014 | 2015 | 2016 | 2017 | 2018 |
| ------------------ | ------------------ | ---- | ---- | ---- | ---- | ---- | ---- | ----- | ---- | ---- | ---- | ---- | ---- | ---- | ---- |
|                    | Giro d'Italia      | —    | —    | —    | —    | —    | —    | 140.º | —    | —    | —    | —    | —    | —    | —    |
|                    | Tour de France     | —    | —    | —    | —    | —    | —    | —     | —    | —    | —    | —    | —    | —    | —    |
|                    | Volta a Espanha    | —    | —    | —    | —    | —    | —    | —     | —    | —    | —    | —    | —    | —    | —    |
| Mundial em Estrada | Mundial em Estrada | —    | Ab.  | —    | 49.º | Ab.  | —    | —     | —    | —    | —    | —    | —    | —    | —    |

-: não participa

Ab.: abandono